# Gonal (S.B.), Hungund
Gonal (S.B.) là một làng thuộc tehsil Hungund, huyện Bagalkot, bang Karnataka, Ấn Độ.